# Tomas Totland
Tomas Totland, né le 28 septembre 1999 à Bergen en Norvège, est un footballeur norvégien, qui évolue au poste d'arrière droit au St. Louis City SC.

## Biographie

### En club
Né à Bergen en Norvège, Tomas Totland est formé par le Fana IL (en). Il rejoint ensuite le Sogndal Fotball.
Le 7 janvier 2021, Tomas Totland s'engage en faveur du Tromsø IL.
Lors de l'été 2021, Totland est suivi par le Toulouse FC, tandis que le Tromsø IL repousse une offre du Vålerenga Fotball. Le joueur reste alors dans son club
Le 23 décembre 2021 est annoncé le transfert de Tomas Totland au BK Häcken. Le joueur signe un contrat de quatre ans effectif au 1er janvier 2022,.
Il participe au sacre du BK Häcken, le club remportant le championnat de Suède pour la première fois de son histoire lors de la saison 2022.
En janvier 2024, Tomas Totland rejoint les États-Unis afin de signer en faveur du St. Louis City SC pour un contrat courant jusqu'en décembre 2026, avec une année supplémentaire en option. Le transfert est annoncé dès le 21 décembre 2023.

### En équipe nationale
Tomas Totland joue son premier match avec l'équipe de Norvège espoirs le 20 novembre 2018, contre la Turquie. Il entre en jeu à la place de Emil Bohinen lors de cette rencontre remportée par les siens (3-2).

## Palmarès
BK Häcken
- Championnat de Suède :
  - Champion : 2022.